# SOE F Section networks
Questi sono i network, noti anche come circuiti, (o réseaux per i loro membri francesi) costituiti in Francia dalla F Section dello Special Operations Executive britannico durante la seconda guerra mondiale. Questi gruppi avevano l'incarico di raccogliere informazioni sul nemico e inviare dette informazioni al quartier generale SOE di Londra. 

Come minimo, un circuito era composto di tre persone: 
1. Capo circuito: organizza il gruppo e recluta nuovi membri.
2. Trasmettitore: ha la competenza tecnica per utilizzare un apparato senza fili, conosce il Codice Morse e sa crittografare e decodificare i messaggi.
3. Corriere o messaggero: si sposta di circuito in circuito nel Paese assumendo informazioni sul nemico.[1]

## Network

### Acolyte
- Robert Lyon – alias Gilbert Calvert (Adrien)[2]
- Jean Coleman — tenente "Victor"[3]
- Robert Martin, nome di copertura di Albert Grinberg (Ibis) — trasmettitore[4]

### Acrobat
- Harry Rée — attivo in Acrobat prima di assumere il comando di Stockbroker[5]
- Diana Rowden — corriere[6]
- Jean Simon[7] – organizzatore (dopo l'arresto di Starr)
- John Renshaw Starr — organizzatore[8][9]
- Andre Henri Van der Straton[10]
- John Cuthbert Young – trasmettitore[11]

### Actor
- Roger Landes – trasmettitore[12]

### Archdeacon

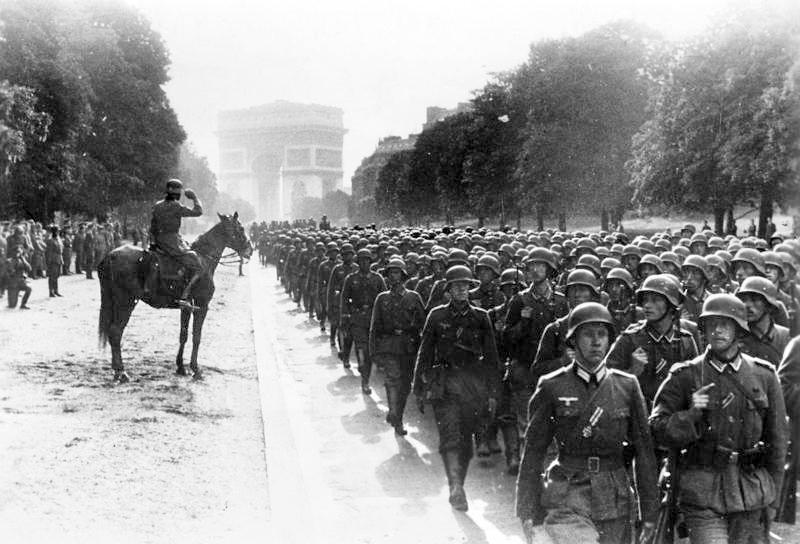
Truppe della Wehrmacht (30ª Divisione di fanteria) marciano su Avenue Foch (Parigi) il 14 giugno 1940.

Un network che doveva essere istituito da Frank Pickersgill e John Kenneth MacAlister, che però furono entrambi catturati nel giugno 1943, appena giunti in Francia. Il network divenne invece un'operazione di controspionaggio gestita dai tedeschi.
Joseph Placke, tecnico radiotrasmettitore presso 84 Avenue Foch (quartier generale parigino del Sicherheitsdienst), impersonava Pickersgill, mentre la radio e i codici sottratti a MacAlister furono impiegati per trasmettere falsi messaggi a 64 Baker Street (quartier generale londinese SOE), con cui si organizzavano aviolanci di materiali, ovviamente sempre ghermiti dai tedeschi. La finta attività SOE continuò sino a maggio 1944 e fruttò la cattura di un istruttore di sabotaggio ed altri sei agenti mandati a far parte del network. Pickersgill, deportato a Buchenwald, fu ucciso per impiccagione l'11 settembre 1944.

### Asymptote
- F. F. E. Yeo-Thomas[16]

### Author
- Harry Peulevé — organizzatore[17]
- Jacques Poirier – organizzatore[18]

### Autogiro
Un network organizzato nell'area parigina da Pierre de Vomécourt, che però fu distrutto nella primavera 1942 dopo essere stato tradito da Mathilde Carre (doppiogiochista).
- Georges Bégué — trasmettitore[19]
- Christopher Burney (nome in codice Charles) — incaricato di assistere Burdeyron[20]
- Noel Fernand Rauol Burdeyron (nome di copertura di Norman F. Burley)[21] — agente, con una sola mano fece deragliare un treno merci tedesco togliendo un binario, unico attacco vittorioso di Autogiro
- Raymond Henry Flower (nome in codice Gaspard).[22] Divenne organizzatore della rete Monkeypuzzle dopo il collasso di Autogiro.
- Pierre de Vomécourt — organizzatore[23]
- Germaine[24] e Madeleine Tambour.[25]

### Bricklayer

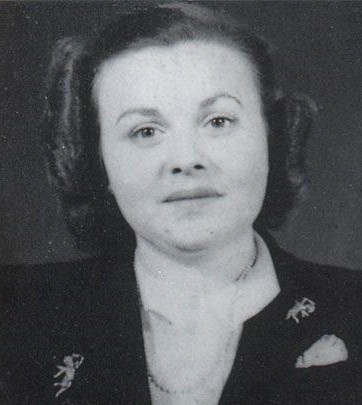
Madeleine Damerment al tempo della guerra

Un piccolo network specializzato nelle materie economico-finanziarie in vista dello sbarco alleato nel D-Day. I membri francesi erano per lo più uomini d'affari, avvocati, bancari e tecnici.
- France Antelme — organizzatore (nome in codice Antoine)[26]. Originario delle Mauritius, fu mandato in missione per stabilire quali apparecchiature radio del SOE fossero cadute in mano nemica. Il suo arrivo in Francia fu organizzato proprio attraverso una di queste radio compromesse (quella di Noor Inayat Khan, con cui aveva avuto una relazione). Arrestato dai tedeschi al suo arrivo, fu ucciso a Gross-Rosen.
- Madeleine Damerment — corriere[27]
- Lionel Lee – trasmettitore[28]

### Carver
- Charles Henri Lucien Corbin – organizzatore[29]

### Chestnut
Gruppo operante a Parigi e nei suoi dintorni, aveva la propria base ad Auffargis, nelle proprietà della famiglia Benoist. La rete Chestnut fu responsabile di alcuni sabotaggi all'interno dello stabilimento Citroen, che ne compromisero la capacità produttiva nel corso del conflitto.
- Maurice Benoist - fratello maggiore di Robert. Lui e sua moglie Suzanne fecero il doppio gioco con i tedeschi, causando il collasso dell'organizzazione.
- Robert Benoist - fuggito in Inghilterra in seguito allo smantellamento della rete Chestnut da parte dei tedeschi, fu sottoposto ad addestramento e rimandato in Francia per dirigere la rete Clergyman.
- Roland Dowlen – trasmettitore (nome in codice Achille)[30]
- Albert Frémont - Commilitone di Robert Benoist nell'Armée de l'Air. Deportato a Buchenwald dopo la cattura e sopravvissuto.
- William Grover-Williams — organizzatore (alias Charles Lelong, alias Vladimir Gatacre, nome in codice Sebastien)[31]. Arrestato dai tedeschi il 2 agosto 1943, fu ucciso a Sachsenhausen il 18 marzo del 1945.
- Georges Laurent - impiegato alla Pathéphone e amico di Maurice Benoist, fu coinvolto da quest'ultimo nelle attività del gruppo.
- Thérèse Lethias - amica d'infanzia di Robert Benoist, fornì supporto logistico all'organizzazione nascondendo in casa sua l'apparecchiatura radio di Roland Dowlen. Catturata dai tedeschi, morì in prigionia a Ravensbrück.
- Robert Mazaud[32]
- Charlotte Perdrigé - staffetta.

### Cinema
- Emile Henri Garry – organizzatore[33]. Impiccato a Buchenwald l'11 settembre 1944.
- Noor Inayat Khan — trasmettitore (alias Jeanne-Marie Régnier, nome in codice Madeleine).[34] In seguito agli arresti compiuti dai tedeschi divenne l'operatrice radio più importante del SOE in Francia, trasmettendo messaggi per conto di più gruppi contemporaneamente. Intraprese una breve relazione con France Antelme, organizzatore della rete Bricklayer. Catturata dai tedeschi il 13 ottobre 1943 in seguito a una soffiata di Renée Garry (sorella di Emile Henri ed ex amante di Antelme), fu fucilata a Dachau il 13 settembre 1944.

### Clergyman
Gruppo operante nella zona di Nantes, nato dalle ceneri della rete Chestnut. Clergyman aveva l'obiettivo di attaccare i tralicci dell'alta tensione, sabotare le linee ferroviarie in occasione dello sbarco alleato, e impedire ai tedeschi di demolire il porto di Nantes. Dopo aver distrutto i tralicci sull'Ile Heron il capo del gruppo, Robert Benoist, si trasferì a Parigi per completare il lavoro lasciato in sospeso dalla rete Chestnut. L'organizzazione aveva una base a Villa Cécile, nei pressi di Sermaise, e disponeva di un appartamento in Rue Fustel de Coulanges, a Parigi, usato come rifugio. Aveva contatti con il gruppo di resistenza Turma-Vengeance, per conto del quale organizzò alcuni aviolanci di armi e rifornimenti. La rete Clergyman fu smantellata dai tedeschi con un'incursione a Villa Cécile, avvenuta in seguito all'arresto di Robert Benoist e Charlotte Perdrigé.
- Robert Benoist — organizzatore[35] (alias Roger Brémontier, alias Daniel Perdrigé, nome in codice Lionel). Catturato dai tedeschi il 18 giugno 1944 in Rue Fustel de Coulanges dopo la sua visita in ospedale alla madre Jeanne, appena morta. Fu imprigionato a Parigi e successivamente deportato in Germania. Morì impiccato a Buchenwald l'11 settembre successivo.
- Denise Bloch — trasmettitore (nomi in codice Ambroise, Crinoline, Line)[36]
- Louis Blondet – istruttore[37]
- Marcelle Brion - corriere.
- André Garnier — trasmettitore, genero di Robert Benoist. Arrestato a Villa Cécile e successivamente rilasciato.
- Marcel L'Antoine - autista di Robert Benoist in Bugatti. Arrestato durante il raid a Villa Cécile e deportato in Germania, sopravvisse alla prigionia.
- Charlotte Perdrigé - (nome in codice Sonia). Arrestata dai tedeschi il 18 giugno 1944 insieme a Robert Benoist, di cui era l'assistente. Deportata in vari campi di concentramento, morì in ospedale a Czarnków il 28 febbraio 1945 per le conseguenze della detenzione, dopo essere stata liberata dall'Armata Rossa. Era la sorella di Daniel Perdrigé, sindaco comunista di Montfermeil fucilato dai tedeschi nel 1941, e la cui identità fu assunta da Robert Benoist.[38]
- Roger Soyer
- Robert Tayssedre - morto prigioniero in Germania.
- Stella Tayssedre - corriere, moglie di Robert Tayssedre. Di origine belga, fu arrestata con il resto del gruppo in occasione della retata tedesca a Villa Cécile, e imprigionata a Fresnes. Avendo avuto un malore al momento di salire sul treno che l'avrebbe deportata in Germania (all'epoca era in avanzato stato di gravidanza), fu riportata in carcere, e successivamente liberata in seguito alla visita a Fresnes di un ufficiale consolare belga.
- Christiane Wimille - corriere (moglie di Jean-Pierre Wimille, nota anche con il suo cognome da nubile, De la Fressange). Arrestata, sfuggì alla deportazione grazie all'intervento di suo fratello Hubert, che riuscì a farla evadere dal treno su cui viaggiava fornendole abiti da crocerossina durante una fermata, in cui lei era scesa a procurare acqua per gli altri prigionieri.
- Jean-Pierre Wimille (nome in codice Gilles). Pilota automobilistico, reclutato dall'amico ed ex collega Robert Benoist. Sfuggito alla retata tedesca a Villa Cécile, continuò l'attività di resistenza nel gruppo Turma-Vengeance, nella zona di Dourdan, facendo da ufficiale di collegamento con le forze Alleate. In seguito, si unì all'Armée de l'Air, tornando alle corse automobilistiche una volta terminata la guerra.

### Detective
- Denise Bloch — trasmettitore (nome in codice Ambroise)[36]
- Blanche Charlet — corriere[39]
- Henri Sevenet (alias Henry Thomas)[40]
- Brian Stonehouse — trasmettitore[41]

### Digger
- Charles Beauclerk – trasmettitore[42]
- Emile Gerschel – istruttore[43]
- Peter Lake[44]
- Jacques Poirier – organizzatore[18]

### Diplomat
- Maurice Dupont[45]

### Ditcher
- Guy D'Artois — organizzatore[46]
- Ten. Jean Renaud-Dandicolle, M.C. (alias John Danby)[47]

### Donkeyman
Un network organizzato dopo il collasso di Autogiro e costruito sui resti di Carte. Aveva piccoli gruppi sparsi per tutta la Francia.
- Roger Bardet - assistente
- Francis Cammaerts[48]
- Henri Frager — organizzatore[49]
- Peggy Knight — corriere[50]
- Vera Leigh — ufficiale di collegamento[51]
- Rolf Baumann – insegnante[52]

### Farmer
Un network organizzato nella zona di Lilla da Michael Trotobas.
- Arthur Staggs – trasmettitore[53]
- Michael Trotobas – organizzatore[54]

### Farrier
Un'operazione per organizzare aviosbarchi ed accoglienza degli agenti che arrivavano in tal guisa.
- Juliane Aisner — corriere[55]
- Marcel Remy Clement – assistente[56]
- Henri Déricourt — organizzatore doppiogiochista (nome in codice Gilbert)[57]. Indagato dal SOE per i suoi rapporti con i tedeschi, fu precauzionalmente rimosso dal suo incarico di organizzazione degli arrivi e delle partenze degli agenti. Passò successivamente a lavorare come aviatore per la Francia Libera di Charles de Gaulle. Morì in Laos nel 1962 per un incidente aereo: il suo corpo non è mai stato ritrovato.
- Andre Watt – trasmettitore[58]

### Fireman
- Alexander Campbell – assistente[59]
- Edmund Mayer – organizzatore[60]
- Percy Mayer – organizzatore[61]
- Patricia O'Sullivan — trasmettitore[62]

### Footman
- George Hiller — organizzatore[63]
- Cyril Watney – trasmettitore[64]
- William Hawk Daniels – istruttore OSS[65]
- Richard Pinder – istruttore[66]
- Guy S. Songy – istruttore OSS[67]

### Freelance
- John D. Allsop – istruttore[68][69]
- Andre Michael Bloch – istruttore[70][71]
- Rene Dussaq – assistente[72]
- John Farmer – organizzatore[73]
- Denis Rake – trasmettitore (nome in codice Dieudonné)[74]

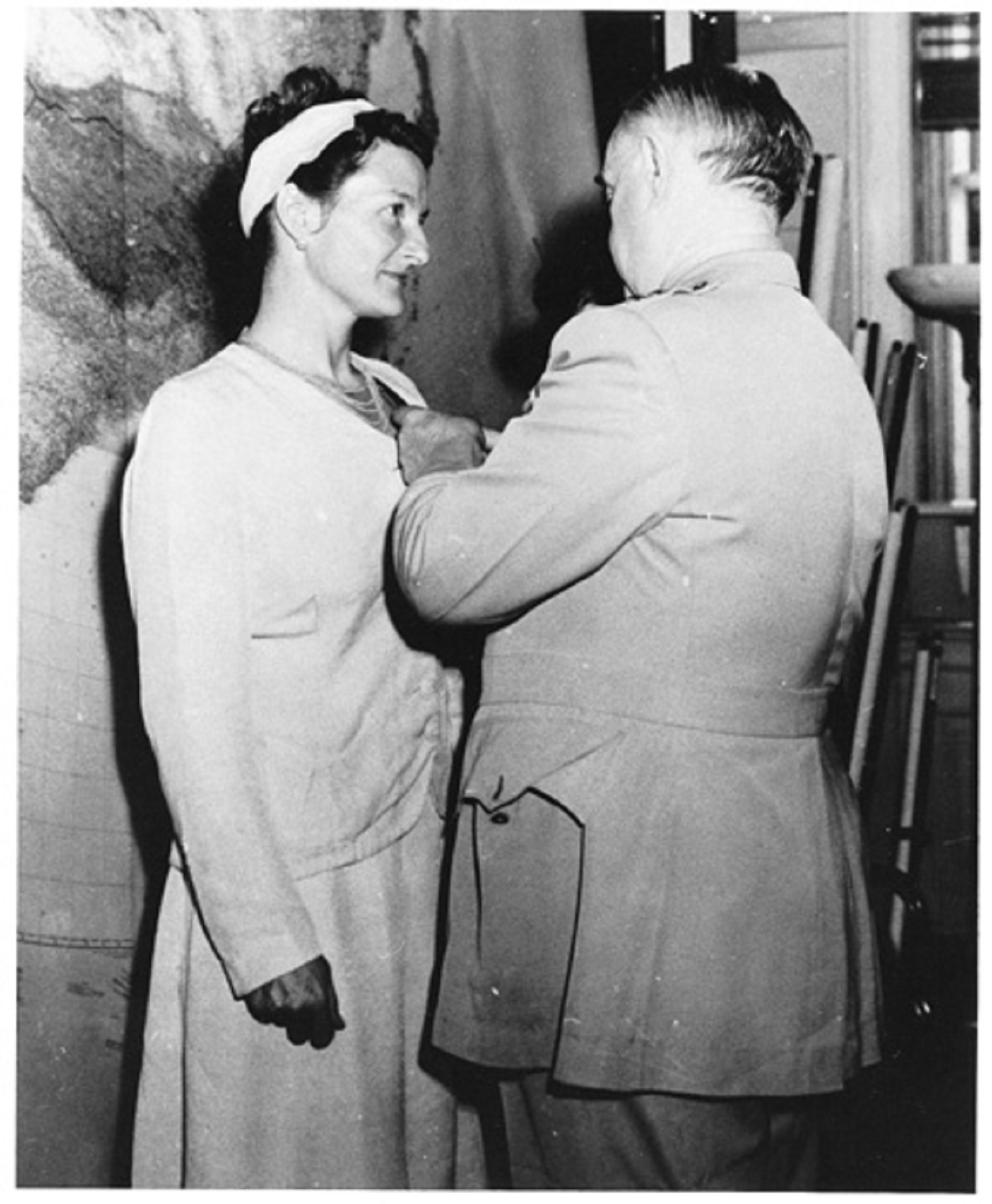
Virginia Hall riceve la Distinguished Service Cross dal generale Donovan, settembre 1945.

- Reeve Schley[75]
- Nancy Wake — corriere[76]

### Headmaster
- Sonya Butt — corriere[78]
- Pierre-Raimond Glaesner – istruttore[79]
- Charles Sydney "Soapy" Hudson — organizzatore[80]
- George Jones – trasmettitore[81]

### Heckler

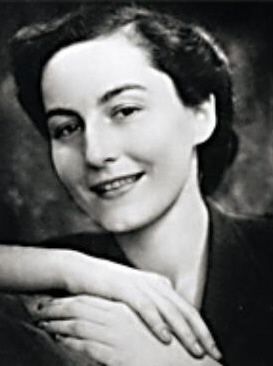
Lilian Rolfe, fotografata negli anni 1930 o 1940

- Paul Goillot – organizzatore[82]
- Virginia Hall (alias Marie Monin)[83][84]
- Henry Riley – organizzatore[85]

### Historian
- Nicholas Allington – assistente[86]
- Lilian Rolfe — trasmettitore[87]. Deportata a Ravensbrück dopo la cattura e, successivamente, in altri campi di lavoro secondari insieme a Denise Bloch e Violette Szabo. Richiamate a Ravensbrück, le tre donne furono uccise e cremate il 5 febbraio 1945.
- Andre Studler – assistente[88][89]
- George Alfred "Teddy" Wilkinson – organizzatore[90]

### Inventor
Un sotto-circuito del network Physician.
- Marcel Clech – trasmettitore
- Sidney Jones — organizzatore ed istruttore di armi. Arrestato dai tedeschi il 19 novembre 1943.[91]
- Vera Leigh — corriere[51]

### Japonica
- Blanche Charlet[92][93]

### Jockey
Un network nel sudest. 
- Francis Cammaerts — organizzatore[48]
- Leslie Fernandez[94]
- Xan Fielding[95]
- Auguste Floiras – trasmettitore[96]
- Christine Granville — corriere[97]
- Cecily Lefort — corriere[98]
- Pierre Martinot – istruttore[99]

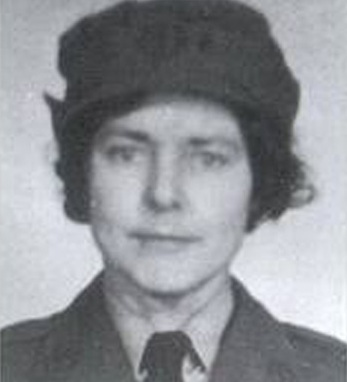
Cecily Lefort fotografata negli anni 1930 o 1940

- Pierre Reynaud – istruttore di sabotaggio[100]
- Antoine Sereni – trasmettitore[101]

### Juggler
Un sotto-circuito di Physician, attivo da Châlons-en-Champagne, ad est di Parigi.  Aveva anche il quartier generale in rue Cambon, vicino a Place de la Concorde.  Noto anche come Robin, era composto da agenti di origine ebraica.
- Gustave Cohen – trasmettitore[102]

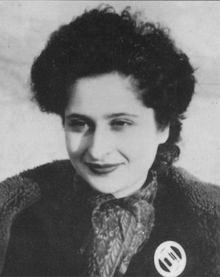
Sonia Olschanezky nella Seconda guerra mondiale

- Enoch Oschanezky - fratello di Sonia Olschanezky.
- Sonia Olschanezky — corriere, amministratore (alias Suzanne Ouvrard, nome in codice Tania). Fu reclutata da Jacques Weil che, in seguito, divenne il suo fidanzato. Si mise a capo di Juggler in seguito all'arresto dell'organizzatore del gruppo, Jean Worms. Arrestata nel gennaio del 1944 e imprigionata nel carcere di Karlsruhe, fu deportata a Natzweiler-Struthof e uccisa con un'iniezione di fenolo insieme ad altre tre agenti.[103]
- Jacques Weil – vicecomandante[104]
- Jean Worms (alias Jean de Verieux) — organizzatore[105]

### Labourer
- Elisee Allard (alias Charles Montaigne)[106]
- Pierre Geelen (noto anche con i soprannomi "Garde" e "Grandjean")[107]
- Marcel Leccia (alias Georges Louis) — organizzatore[108]
- Odette Wilen,[109] nota anche con il suo cognome da nubile, Odette Strugo Garay[110]

### Marksman
- Elizabeth Devereux-Rochester — corriere[111]
- Richard Harry Heslop — organizzatore (nome in codice Xavier)[112]
- Owen Johnson – trasmettitore[113]
- Gordon Nornable – wireless operator[114]
- Geoffrey Parker – medico[115]
- Jean Pierre Rosenthal – organiser[116]
- Marcel Veilleux – trasmettitore[117]

### Minister
- Denis Barrett – trasmettitore[118]
- Yvonne Fontaine — corriere[119]

### Monk
Noto anche come circuito 'Monkeypuzzle'.
- Marcel Clech – trasmettitore[120]
- Jean Dubois – trasmettitore[121] (nome in codice Hercule). Trasmise messaggi per almeno sei circuiti diversi. Fu catturato dai tedeschi dopo una sparatoria il 19 novembre 1943 in un rifugio del circuito Inventor, scoperto in seguito all'arresto dell'organizzatore Sidney Jones.
- Raymond Henry Flower - organizzatore (nome in codice Gaspard).[22] .
- Eliane Plewman — corriere[122]
- Jack Sinclair[123]
- Charles Skepper – organizzatore[124]
- Arthur Steele – trasmettitore[125]

### Musician
- Gustave Biéler - organizzatore
- Yolande Beekman - trasmettitore[126]
- Eugène Cordelette

### Pedlar
- Nicholas Bodington — organizzatore. Giornalista di professione e vice di Maurice Buckmaster, capo della Sezione F del SOE[127].
- Herbert Maurice Roe — trasmettitore[128]

### Pimento
- Anthony Brooks — organizzatore[129]

### Permit
- Robert Bruhl – assistente[130]
- Gerard Dedieu – organizzatore[131]
- Ginette Jullian – corriere[132]

### Physician
Noto anche come Prosper.
- Francine Agazarian — corriere[133]
- Jack Agazarian — trasmettitore (nome in codice Marcel). Arrestato dai tedeschi e deportato in Germania, ucciso il 29 marzo 1945.[134]
- Alfred Balachowsky — entomologo di origine russa, fornì supporto logistico all'organizzazione. Arrestato e internato a Buchenwald, fu assegnato a un gruppo di ricerca con l'obiettivo di trovare un vaccino per il tifo. Riuscì, grazie al suo ruolo all'interno del campo, a salvare alcuni agenti del SOE prigionieri scambiando le loro identità con quelle di altri prigionieri, morti di tifo.
- Andrée Borrel — corriere e assistente di Francis Suttill (alias Denise Urbain, nome in codice Monique)[135]. Arrestata dai tedeschi, fu uccisa il 6 luglio 1944 nel campo di concentramento di Natzweiler-Struthof con altre tre agenti: Sonia Olschanezky, Diana Rowden e Vera Leigh.
- Jacques Bureau – radio technician
- Pierre Culioli – organizzatore[136]
- George William Darling – capo gruppo[137]
- Gilbert Norman — trasmettitore[138]
- Yvonne Rudellat — corriere[139]
- Francis Suttill — organizzatore (nome in codice Prosper)[140]. Ucciso a Sachsenhausen tra il 18 e il 23 marzo 1945, insieme a William Grover-Williams.
- Germaine[24] e Madeleine Tambour.[25] Reclutate da Andrée Borrel dopo il collasso della rete Autogiro, di cui facevano parte. Furono arrestate in seguito alla scoperta, da parte dei tedeschi, di una lista di duecento nominativi di membri della resistenza. Questo ritrovamento segnò anche la fine dell'organizzazione Physician e dei suoi sottogruppi.

### Priest
- Alphonse "Ange" Defendini (nome in codice Jules) - organizzatore[141]
- Romeo Sabourin (alias John McKenzie, nome in codice Leonard)[142]

### Privet
Un network della zona di Angers.
- Edward Mountford Wilkinson - organizzatore (alias Ely Mountford, nome in codice Alexandre)[143]

### Prosper
Nome ufficioso di Physician; in realtà Prosper era il nome in codice del suo organizzatore.
Si continuarono ad inviare agenti al circuito Prosper per un po' di tempo dopo che era caduto sotto il controllo dei tedeschi.

### Prunus
- Maurice Pertschuk - organizzatore[145]

### Robin
Nome ufficioso per indicare Juggler.

### Salesman
- Edgar Fraser – esperto di Dakota[146]
- Jean Claude Guiet – trasmettitore[147]
- Claude Malraux[148]
- Isidore Newman – trasmettitore[149]
- Violette Szabo — corriere (alias Corinne Leroy, nome in codice Louise)[150][151]
- Philippe Liewer — organizzatore (alias Geoffrey Mark Staunton, alias Charles Beauchamps, nomi in codice Hamlet e Clement)[152]
- Bob Maloubier – istruttore di armi[153]

### Scientist
Un network nella zona di Bordeaux.
- Claude de Baissac — organizzatore[154]
- Lisé de Baissac — corriere[155]
- John Danby[47]
- Marcel Defence – trasmettitore[156]
- André Grandclément – organizzatore doppiogiochista[157]
- Victor Hayes – istruttore[158]
- Mary Katherine Herbert — corriere[159]
- Roger Landes – trasmettitore[12]
- Maurice Larcher – trasmettitore[160]
- Phyllis Latour — trasmettitore[161]
- Paul Baptiste Pardi – campi di atterraggio[162]
- Harry Peulevé[163]

### Silversmith
- Madeleine Lavigne – corriere e trasmettitore[164]

### Spindle
Un network con base a Montpellier.
- Peter Churchill — organizzatore[165]
- André Girard[166]
- Victor Hazan[167]
- Adolphe Rabinovitch – trasmettitore[168]
- Odette Hallowes — corriere[169]

### Spiritualist
- Henri Diacono – trasmettitore[170]
- René Dumont-Guillemet – organizzatore[171]

### Spruce
Noto anche come circuito 'Plane'.
- Robert Boiteaux – organizzatore[172]
- Henri Paul Le Chêne – organizzatore[173]
- Marie-Thérèse Le Chêne – corriere[174]
- Pierre Louis Le Chêne – trasmettitore[175]
- John Dolan[176]
- John Hamilton[177]
- Madeleine Lavigne – corriere e trasmettitore[164]
- Robert Sheppard – sabotatore[178]
- Edward Zeff – trasmettitore[179]

### Stationer
Un network con attività al sud e al centro della Francia, da Châteauroux alle pendici dei Pirenei.
- Jacques Dufour[180]
- Rene Mainguard – organizzatore[181]
- Rene Mathieu – trasmettitore[182]
- Pierre Mattei – campi di atterraggio[183]
- Jacqueline Nearne — corriere[184]
- Alexander Shaw – campi di atterraggio[185]
- Maurice Southgate – organizzatore[186]
- Pearl Witherington — corriere, organizzatrice dopo l'arresto di Southgate[187]

### Stockbroker
- Eric Cauchi – istruttore[188]
- Joseph Maetz[189]
- Harry Rée — organizzatore[5]
- Jean Alexander Simon[190]
- Paul Ullman – trasmettitore[191]

### Urchin
Network che operava in Provenza.
- Denis Rake – trasmettitore (nome in codice Dieudonné)[74]

### Ventriloquist
- Muriel Byck — trasmettitrice[192]
- Emile Counasse[193]
- Maurice Lostrie – sabotatore[194]
- Stanislaw Makowski – istruttore[195]
- Pierre de Vomécourt — organizzatore[196]

### Wheelwright
Un network nella zona di Tolosa.
- Jean-Claude Arnault – assistente[197]
- Yvonne Cormeau — trasmettitrice[198]
- Philippe de Gunzbourg – corriere[199]
- George Reginald Starr — organizzatore[200]
- Anne-Marie Walters — corriere[201]

### Wizard
- Eileen Nearne — trasmettitrice[202]
- Jean Savy – organizzatore[203]

### Wrestler
Un network con attività nel triangolo Valençay-Issoudun-Châteauroux.
- Pearl Witherington — organizzatrice[187]

## Mappa dei network nel giugno 1943
La mappa qui sotto mostra i principali network della SOE F Section esistenti in Francia nel giugno 1943, basata sulla mappa pubblicata nel libro di Rita Kramer Flames in the Field (Michael Joseph Ltd, 1995).
Nota: La mappa non mostra l'ubicazione esatta del network Autogiro originario, che agiva nella zona di Parigi ed aveva cessato di esistere nella primavera 1942.  Tuttavia il network fu poi rianimato da Francis Suttill, organizzatore di Prosper.